# Temistoklej
Temístoklej ali Temístokles (starogrško Θεμιστοκλῆς; ok. 524 – ok. 459 pr. n. št.), starogrški politik in državni general, * 524 pr. n. št., Atene, † 459 pr. n. št., Magnezija na Meandru.
V osemdesetih letih 5. stoletja pred našim štetjem je prestal več poskusov ostrakizma. Leta 483 pr. n. št. je prepričal meščane, da so veliko bogastva namenili za mornarico, za ladje. S tem je omogočil kasnejšo atensko pomorsko veličino. Leta 480 pr. n. št. je bil eden od generalov, zaslužen za to, da so Perzijce prisilili k spopadu pri otoku Salamini.
S spretnostjo je v letih 479–78 pr. n. št. kljub špartanskemu nasprotovanju dosegel obnovo atenskega obzidja.
Bil je zagovornik protišpartanske politike. Leta 471 so ga pregnali v Argos, potem je pobegnil v Malo Azijo. Sin Kserksesa, Artakserks I. Dolgoroki, ga je imenoval za guvernerja Magnezije.